# 同志假期
《同志假期》（英語：Gaycation）是一部2016年播出的美国纪录片。由VICE推出新的電視頻道VICELAND，而新開播的節目的一部分，由艾略特·佩吉和其好友伊恩·丹尼爾共同主持，《同志假期》讓艾略特‧佩吉的身分多了主持人一項，節目中他拜訪身處世界各地的同性戀、雙性戀、跨性別人們，在每一次的狂歡慶祝、近身訪談中，見證多元性別在不同的國家，所面臨到的人生酸甜苦辣。该系列将制作播出第二季。

## 節目概要
艾略特與伊恩的足跡遍布日本、巴西、牙買加與美國，日前節目預告片在youtube上開播，有同志男孩訴說生命悲歌，「人們曾傷害我，用強酸在我身上燒出疤痕」，鏡頭前他撩開衣服，傷痕盡露；有勇於面對認同的跨性別史蒂芬，他堅定的說道：「人們說我是跨性別，但我說我不是，我就是我，我是史蒂芬。」
去到巴西的同志區，艾略特提及為什麼之前沒有來到此區，因為當時他還沒出櫃，雖然巴西已經通過同志婚姻法條，但是巴西普遍對同志仍很不友善，艾略特與伊恩共同面對巴西警察，巴西警察說：「他看到同志是可以直接殺了他」，而其中也有日前艾略特大戰美國總統候選人泰德·克魯茲，同志和變性人常在工作上遇到不公平，「為什麼信仰自由，會容許同志等LGBT（女同性戀、男同性戀、雙性戀與跨性別者）因為自己的性取向被炒魷魚？」克魯茲卻以宗教之名回說：「我現在看到的，是一群相信聖經的基督徒被迫害。」艾略特不死心再問：「是因為歧視LGBT？」他又回：「不，因為他們為信任的價值觀而活。」艾略特怒嗆：「這些人就是用這個觀點去孤立別人！」。提到為什麼參與《同志假期》，她說：「作為同志，並不是一種選擇，有太多人為自己的身分感到羞愧，甚至被傷害...我想記錄下這些掙扎，體會當中的愛與恨，並將這些故事帶回去、散布出去。」

## 播出時間
美國時間ET/PT2016年2月29日晚上8點搶先看，2016年3月2日（星期三）晚上10點首播，以台灣時區是（ET）星期四早上11點，（PT）星期四下午2點播出。
| 季 | 季 | 集数     | 首播         | 结局          |
| -- | -- | -------- | ------------ | ------------- |
|    | 1  | 4        | 2016年3月2日 | 2016年3月23日 |
|    | 2  | 即将公布 | 即将公布     | 即将公布      |

## 各集内容

### 第一季
| 集数                                                                                          | 总计 | 标题   | 播出时间      |
| --------------------------------------------------------------------------------------------- | ---- | ------ | ------------- |
| 1                                                                                             | 1    | 日本   | 2016年3月2日  |
| 该系列首播集，艾略特和伊恩探索日本文化对同性恋的暧昧态度与日本同志人群的努力。                |      |        |               |
| 2                                                                                             | 2    | 巴西   | 2016年3月9日  |
| 访问巴西里约热内卢，探索巴西同志人群如何生活在一个拥有世界上最高的LGBTQ谋杀率的地方。         |      |        |               |
| 3                                                                                             | 3    | 牙买加 | 2016年3月16日 |
| 艾略特和伊恩前往恐同国家牙买加，并探讨该地区的同性恋人群对此怎样看待。                        |      |        |               |
| 4                                                                                             | 4    | 美国   | 2016年3月23日 |
| 艾略特和伊恩进行了从爱荷华州到纽约市的旅行，在此期间，他们探索了美国的LGBTQ运动的挫折与进展。 |      |        |               |

### 第二季
第2季于2016年3月开始拍摄。
| 集数   | 总计   | 标题   | 播出时间 |
| ------ | ------ | ------ | -------- |
| 待公佈 | 待公佈 | 待公佈 | 即将公布 |

## 播出頻道

### 有線電視
- DISH: 121
- DTV: 271
- AT&T: 257
- Verizon: 127

### 網路
- 部分的節目可以在VICE.com免費看到

### APPs
- 或可以使用iOS, Android：Roku, Apple TV......等

## 外部連結
- 官方网站－VICE[永久]
- 官方facebook網站 （页面存档备份，存于）
- 官方twitter網站 （页面存档备份，存于）
- 官方instagram網站 （页面存档备份，存于）
- 互联网电影数据库（IMDb）上《Gaycation》的资料（英文）